# Manuel Afonso de Carvalho
Manuel Afonso de Carvalho (* 19. Februar 1912 in Subportela, Portugal; † 13. Dezember 1978) war römisch-katholischer Bischof von Angra.

## Leben
Manuel Afonso de Carvalho studierte kanonisches Recht an der Päpstlichen Universität Gregoriana und empfing am 12. Juli 1936 die Priesterweihe für das Erzbistum Braga.
Papst Pius XII. ernannte ihn am 10. Februar 1953 zum Titularbischof von Rhaedestus und bestellte ihn zum Koadjutorbischof von Angra auf den Azoren. Die Bischofsweihe spendete ihm am 3. Mai desselben Jahres António Bento Martins Júnior, Erzbischof von Braga. Mitkonsekratoren waren António Valente da Fonseca, Bischof von Vila Real, und Domingos da Apresentação Fernandes, Weihbischof in Aveiro. Nach dem Tod von Guilherme Augusto Inácio da Cunha Guimarães am 17. Juni 1957 folgte Carvalho diesem als Bischof von Angra nach. Als Bischof legte er besonderen Wert auf die Spiritualität der Laien und erließ Statuten für die Arbeit von Laienbewegungen. Von 1962 bis 1965 nahm er als Konzilsvater am Zweiten Vatikanischen Konzil teil.
Manuel Afonso de Carvalho starb 1978 im Alter von 66 Jahren. In Ponta Delgada ist die Rua Dom Manuel Afonso de Carvalho nach ihm benannt.